# 위보
위보(Yu Bo, 1976년 7월 22일 ~ )는 중화인민공화국의 배우, 텔레비전 배우이다.
중화인민공화국에서 태어났다.

## 방송
- 고방부자상 : 적국의 연인
- 수려강산지장가행
- 해우공주
- 신귀팔진도
- 이위사관

## 영화
- 고방부자상 (2017년)
- 헌원대제:대륙의 시작 (2016년)
- 장가행 (2016년)
- 베이비 블루스 3D (2013년)
- 천하칠검 양가장 (2013년) - 양연정 역
- 황제와 나 (2011년)
- 비천 (2011년)
- 팔진도 (2008년)
- 이위사관 (2005년)
- 영경전기 (2004년)
- 환영신침 (2004년)
- 수월동천 (2003년)